# Tous Les Maux D'amour
Tous Les Maux D'Amour è un singolo della cantante francese Norma Ray pubblicato nel gennaio del 1999.

## Tracce
1. Tous Les Maux D'Amour (Radio Edit) – 3:36
2. Tous Les Maux D'Amour (Club Mix) – 3:36
3. Tous Les Maux D'Amour – 3:54